# Metallica
Metallica ist eine US-amerikanische Metal-Band, die 1981 in Los Angeles gegründet wurde und seit 1982 in San Francisco ansässig ist. Sie gehört zu den erfolgreichsten Metalbands der Welt und hat bislang über 110 Millionen Alben verkauft. Allein in den USA verkaufte die Band über 62 Millionen Alben und ist damit die siebterfolgreichste Künstlergruppe des Landes. Metallica wurde zehn Mal mit einem Grammy Award ausgezeichnet. Zu den bekanntesten Songs der Band gehören Enter Sandman, Master of Puppets, Nothing Else Matters und One.
Neben Slayer, Megadeth und Anthrax zählte Metallica in den 1980er Jahren zu den „großen Vier“ des Thrash Metal und gilt als die einflussreichste Metalband dieses Jahrzehnts. Während der 1990er-Jahre öffnete sich Metallica neuen musikalischen Einflüssen wie Bluesrock und anderen Rockstilen, womit sie ein breiteres Publikum ansprach und zugleich ihre bisherigen Fans irritierte, bevor die Band ab 2002 wieder zu ihren musikalischen Wurzeln zurückkehrte.

## Bandgeschichte

### Anfänge (1981–1983)
Im April 1981 schaltete der aus Dänemark stammende Schlagzeuger Lars Ulrich eine Anzeige in der südkalifornischen Lokalzeitung The Recycler, um nach Musikern für eine Band zu suchen:

„Schlagzeuger sucht andere Metalmusiker zum Jammen. Tygers of Pan Tang, Diamond Head, Iron Maiden“

Der Rhythmusgitarrist und Sänger James Hetfield und der Bassist Ron McGovney, beide von der Band Leather Charm, luden Ulrich daraufhin in ihren Proberaum ein und spielten einige Coverversionen von Judas-Priest-Liedern. Da Hetfield und McGovney Ulrich für einen schlechten Schlagzeuger hielten, trennten sich die Wege der Musiker vorerst wieder. Ulrich freundete sich derweil mit Brian Slagel an, der das Metalfanzine Heavy Metal Revue herausgab und mit Metal Blade Records ein eigenes Musiklabel gegründet hatte. Dessen erste Veröffentlichung sollte der Sampler Metal Massacre mit lokalen Bands werden. Obwohl Ulrich selbst noch keine Band hatte, bat er Slagel um einen Platz auf dem Sampler. Nachdem er Ende 1981 die Zusage erhalten hatte, nahm er wieder Kontakt zu Hetfield auf und gründete die Band.

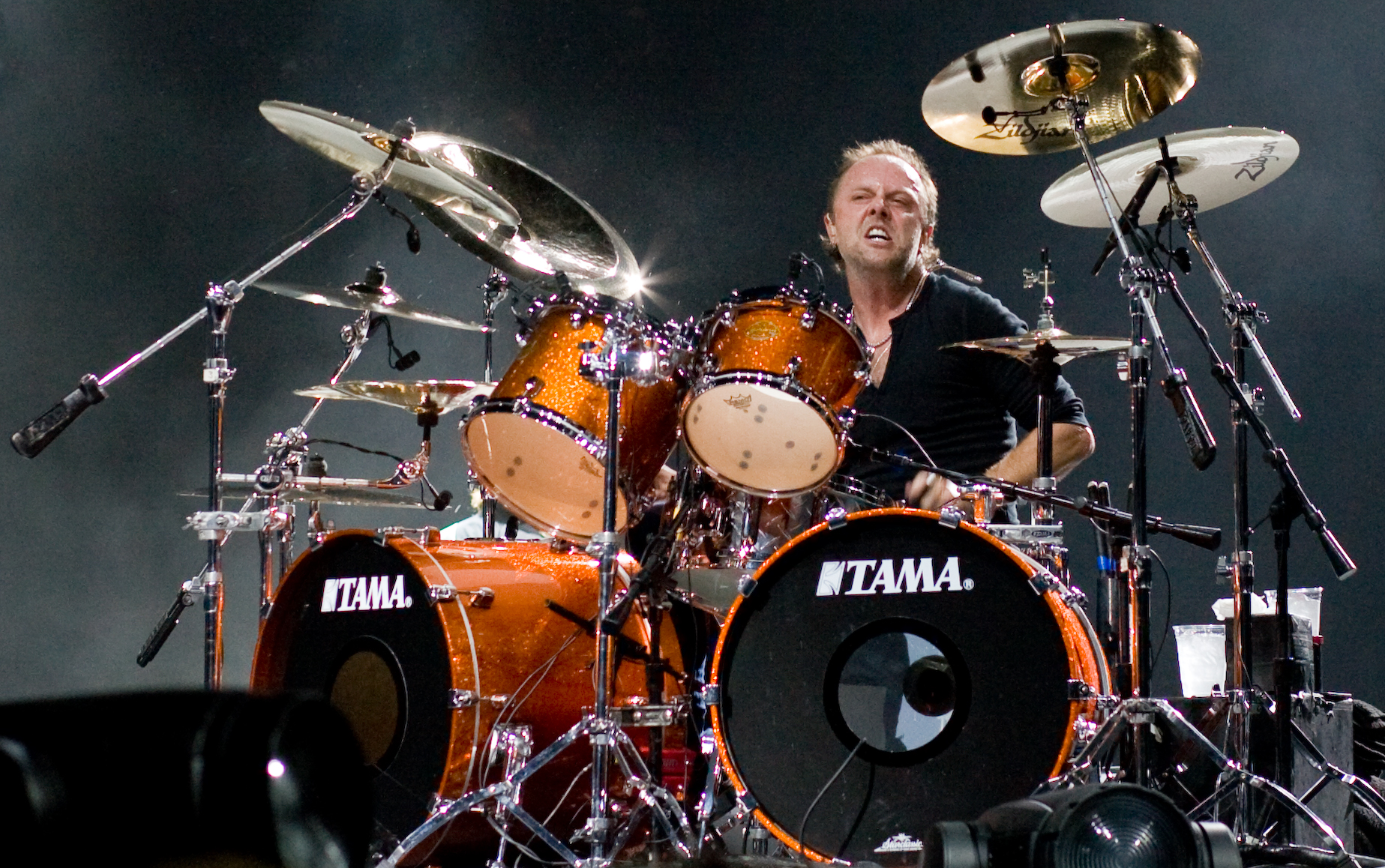
Lars Ulrich live im Jahr 2008

Ulrich und Hetfield beschlossen im Folgenden, ihre erste Eigenkomposition Hit the Lights für den Sampler zu verwenden. Mit einer weiteren Anzeige suchte die Band nach einem Leadgitarristen, man wurde mit dem Jamaikaner Lloyd Grant (* 17. September 1961) fündig. Nach Abschluss der Aufnahmen meldete sich der Gitarrist Dave Mustaine, der schließlich an Stelle von Grant in die Band aufgenommen wurde. Aus Zeitgründen fand jedoch die Version mit Grants Solo ihren Weg auf die erste Auflage des Samplers. Für den Sampler brauchte man kurzfristig einen Bandnamen; die Vorschläge Thunderfuck, Helldriver, Grinder, Blitzer, Red Vette, Deathchamber und Flying Tigers wurden verworfen.

Das von Hetfield entworfene und über lange Zeit genutzte Bandlogo

Zu ihrem Namen kam die Band durch Ulrichs Freund Ron Quintana. Dieser war auf der Suche nach einem Namen für sein Fanzine und hatte Ulrich eine Liste mit möglichen Namen vorgelegt. Der darauf befindliche Name Metallica gefiel Ulrich so sehr, dass er Quintana überredete, sein Fanzine Metal Mania zu nennen und so Metallica als Vorschlag für seine eigene Band übernehmen zu können. Ulrichs Bandkollegen reagierten begeistert und Hetfield entwarf das dazugehörige Bandlogo. Kleinere Auftritte hatte die Band im Vorprogramm der britischen Gruppe Saxon, der Band Y&T sowie als „Festival-Anheizer“ in San Francisco. Am 14. März 1982 spielte Metallica ihr erstes Konzert in der Radio City Hall in Anaheim. Einen Monat später nahm die Band ihr erstes Demo Power Metal auf, dessen Name von der beigelegten Visitenkarte abgeleitet wurde. Der Metal Massacre-Sampler erschien am 14. Juni 1982. Wegen eines Druckfehlers wurde die Band als Mettallica angekündigt. Im Juli 1982 nahm die Band ihr zweites Demo No Life ’Til Leather auf, das in der Undergroundszene der San Francisco Bay Area euphorisch aufgenommen wurde.
Im Herbst 1982 verließ McGovney die Band. Sein Nachfolger wurde Cliff Burton, der seine ehemalige Band Trauma zu Gunsten von Metallica verließ. Burton stellte jedoch die Bedingung, dass die restlichen Metallica-Mitglieder zu ihm nach San Francisco umziehen müssten. Zur gleichen Zeit gelangte das No Life ’Til Leather-Demo in die Hände des ehemaligen Börsenspekulanten Jon Zazula (auch Johny „Z“ Zazula). Er kontaktierte die Band und verschaffte ihr Auftrittsmöglichkeiten an der Ostküste. Da die Streitigkeiten mit dem stark dem Alkohol zugeneigten Dave Mustaine überhandnahmen, beschlossen Ulrich, Hetfield und Burton noch auf der Reise nach New York, Mustaine aus der Band zu werfen. Mustaine wurde später mit Megadeth selbst erfolgreich.

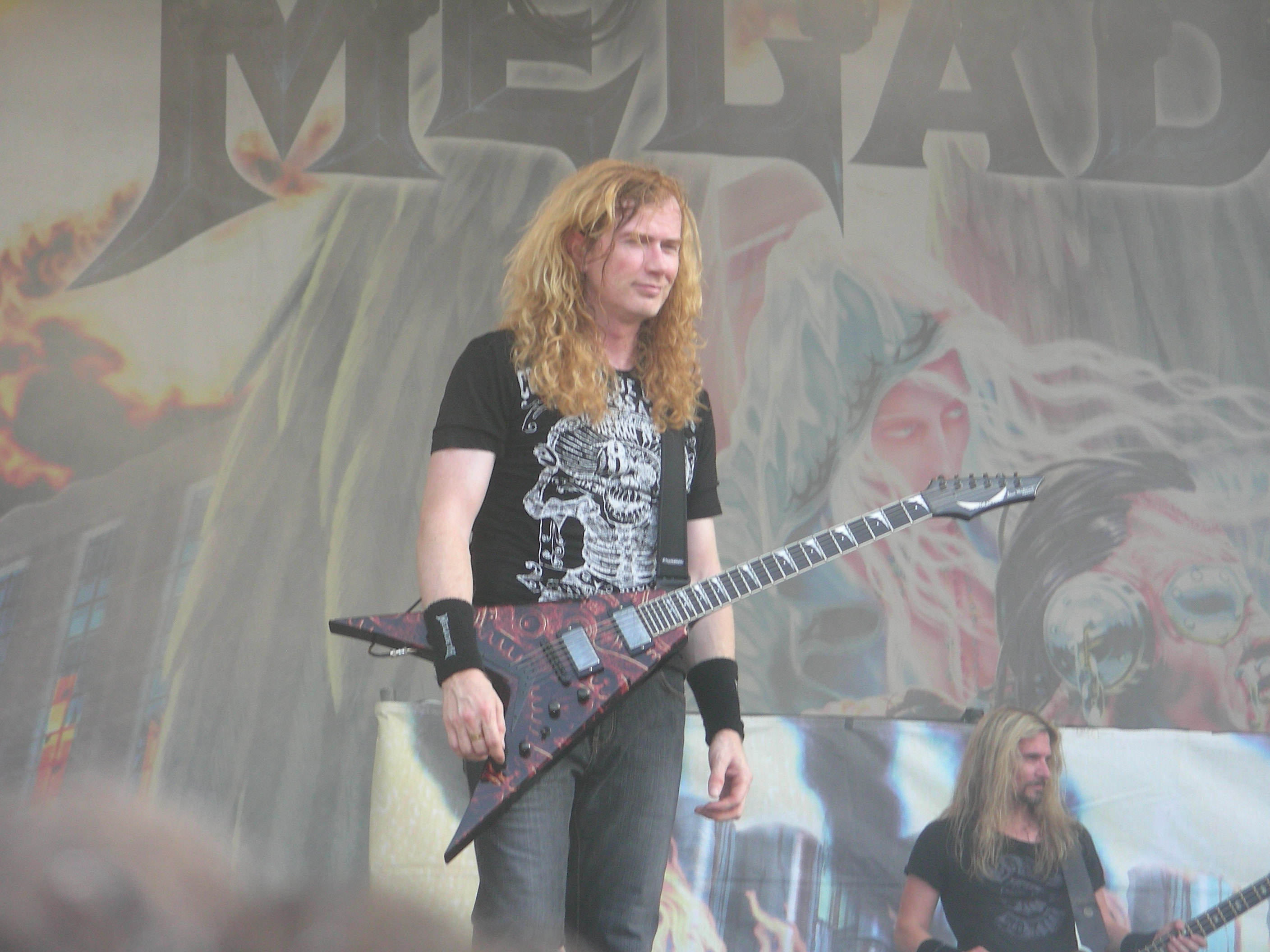
Dave Mustaine musste die Band 1983 nach Streitigkeiten verlassen

Neuer Leadgitarrist wurde Kirk Hammett, der zuvor bei Exodus gespielt hatte. Am 16. April 1983 fand in Dover das erste Metallica-Konzert mit Hammett statt. Die Band wohnte zu dieser Zeit in einem alten New Yorker Fabrikgebäude, in dem Anthrax ihren Proberaum hatten.

„Manchmal rissen wir Mädels auf und gingen mit ihnen nach Hause, damit wir zumindest mal duschen konnten. Wir kämpften wirklich ums nackte Überleben, aber rückblickend war es eine schöne Zeit.“

Zazula bemühte sich, für Metallica einen Plattenvertrag zu besorgen. Da er von allen Labels nur Absagen erhielt, gründete er ein eigenes Label, das er auf Burtons Vorschlag hin Megaforce Records nannte.

### Kill ’Em AllundRide the Lightning(1983–1984)
Zazula lieh sich 12.000 Dollar und finanzierte der Band Studiozeit in den Music America Studios in Rochester. Da Hetfield Zweifel an seinem Gesangstalent hatte, dachte die Band über die Verpflichtung eines festen Sängers nach. Jess Cox von den Tygers of Pan Tang war nach Meinung der Band zu alt, während Armored-Saint-Sänger John Bush das Angebot ausschlug. Deshalb begann die Band die Aufnahmen zu viert und schloss diese nach 17 Tagen ab. Das Album enthält unter anderem vier von Dave Mustaine mitkomponierte Lieder, der zu dieser Zeit kein Bandmitglied mehr war. Ursprünglich sollte das Album Metal Up Your Ass heißen und das Cover einen aus einer Toilette auftauchenden Dolch zeigen. Zazulas Vertriebspartner Relativity lehnte beides ab.
Auf Burtons trotzigen Ausruf: „Well, let’s kill ’em all!“ folgte Metallicas Vorschlag, Kill ’Em All als Albumtitel zu wählen. Dieser Titel wurde von Relativity problemlos angenommen. Das Album wurde am 25. Juli 1983 veröffentlicht und verkaufte sich in den USA zunächst schleppend. Dagegen wurde Metallica in England als Band der Stunde gefeiert. Auf einer fünfwöchigen Tournee durch die USA wurde die Band Raven von Metallica als Vorgruppe unterstützt. Bis Ende 1983 hatte sich Kill ’Em All in den USA etwa 17.000 Mal verkauft. Während der Konzertreisen schrieb die Band neue Lieder, die progressiver und langsamer als die des Debütalbums ausfielen. Im Vorprogramm von Venom fanden Metallicas erste Konzerte in Europa statt. Das erste Konzert in Deutschland war am 7. Februar 1984 in der Hemmerleinhalle in Neunkirchen am Brand.
Aufgrund des günstigen Wechselkurses zwischen dem US-Dollar und der Dänischen Krone fanden die Aufnahmen zum zweiten Studioalbum Ride the Lightning in den Sweet-Silence-Studios der dänischen Hauptstadt Kopenhagen statt. Ebenfalls aus Kostengründen erfolgten die Aufnahmen in der Nacht. Das Album zeigte die Musiker deutlich gereift; Songs wie For Whom the Bell Tolls avancierten zu Genreklassikern. Textlich entfernte sich die Band von den üblichen Metalklischees. So handelt z. B. das Lied Creeping Death vom Auszug der Israeliten aus der ägyptischen Sklaverei, und For Whom the Bell Tolls bezieht sich auf einen Roman von Ernest Hemingway. Metallicas erste Headlinertour durch Europa folgte Ende 1984. Auf der Tour mit Twisted Sister wurde vor allem das Album Ride the Lightning vorgestellt, das sich zunächst etwa 100.000 Mal verkaufte. In Großbritannien wurde es mit einer Silbernen Schallplatte ausgezeichnet.

### Master of Puppetsund Cliff Burtons Tod (1985–1986)
Metallica wurde vom Major-Label Elektra Records unter Vertrag genommen und erhielt mit Q Prime ein professionelles Management. Ride the Lightning wurde in den USA neu veröffentlicht und erreichte ohne Radioairplay Platz 100 der US-amerikanischen Albumcharts. Anfang 1985 spielte Metallica weitere US-Touren mit W.A.S.P. und Armored Saint, bevor man an neuen Liedern arbeitete. Die vier Musiker von Metallica wurden seit dieser Zeit auch als „The Four Horsemen“ bekannt. Im August 1985 spielte die Band erstmals beim Monsters of Rock im Donington Park.
Im September 1985 kehrte die Band in die Sweet Silence Studios zurück, um mit den Aufnahmen ihres dritten Albums Master of Puppets zu beginnen. Von ihrer Plattenfirma erhielten sie einen hohen Vorschuss, weswegen Metallica kurzzeitig darüber nachdachte, den durch seine Arbeiten mit Iron Maiden bekannten Martin Birch als Produzenten zu verpflichten. Man entschied sich jedoch, erneut mit Flemming Rasmussen zusammenzuarbeiten. Die Aufnahmen dauerten insgesamt drei Monate und wurden nur durch einen Auftritt beim Loreley-Festival in Deutschland unterbrochen.
Master of Puppets wurde im März 1986 veröffentlicht und erreichte Platz 29 der US-Albumcharts. Bereits einen Monat später erhielt das Album eine Goldene Schallplatte. Metallica ging als Vorgruppe von Ozzy Osbourne auf Tournee durch Nordamerika. Vor dem Konzert in Evansville brach sich Hetfield beim Skateboardfahren das Handgelenk. Hetfield beschränkte sich bei einigen Konzerten auf das Singen, während der Gitarrentechniker John Marshall (später Metal Church) die Rhythmusgitarre spielte.
Am 16. September 1986 in London startend, ging Metallica zusammen mit Anthrax auf Europatournee. Am 27. September 1986 befand sich der Tourtross auf dem Weg von Stockholm nach Kopenhagen. In der Nähe von Ljungby kam der Bandbus von Metallica, dessen Fahrer möglicherweise am Steuer eingeschlafen war, auf der vereisten Straße ins Schleudern, von der Straße ab und überschlug sich. Dabei wurde Burton aus seiner Koje ins Freie geschleudert, bevor der Bus auf ihn stürzte, was zum sofortigen Tod Burtons führte.

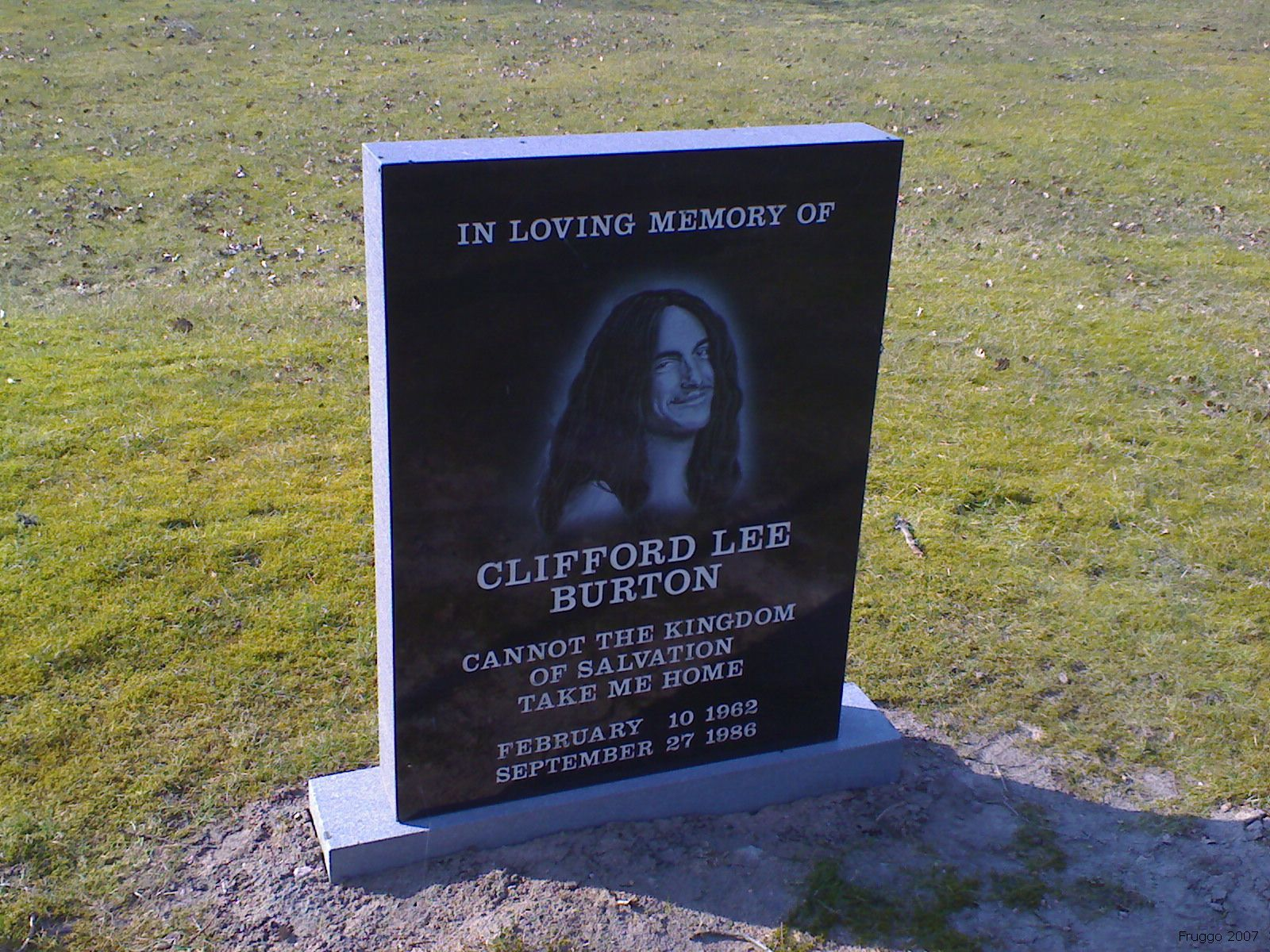
Gedenkstein für Cliff Burton

„Ich riss den Notausgang auf und kletterte in Unterwäsche nach draußen in die eisige Kälte. […] Ein paar unserer Crewmitglieder liefen schon um den Bus herum, um abzuchecken, was genau passiert war. Ich hörte Kirk [Hammett] aus dem Inneren ‚Was ist denn los?‘ rufen, und dann drehte ich mich um und sah Cliffs [Burtons] Beine unter dem Fahrzeug hervorragen.“

Eine Autopsie ergab, dass Burtons Brustkorb eingedrückt und die Lunge zerquetscht worden war. Die anderen Businsassen kamen mit leichten Verletzungen davon. Glück im Unglück hatte Kirk Hammett, der zuvor immer in Burtons Koje geschlafen hatte. Vor der Reise nach Kopenhagen hatte die Band beschlossen, mithilfe von Spielkarten die Kojen neu zu verteilen. Burton zog das Pik-Ass und wählte Hammetts Koje am Fenster. Burton wurde am 7. Oktober 1986 in Castro Valley beigesetzt.
Zurückgekehrt in die USA, begann die Band zwei Wochen später mit der Suche nach einem Nachfolger. Vom Wunschkandidaten Joey Vera (Armored Saint) erhielt Metallica eine Absage. Etwa 40 Bassisten, darunter Les Claypool (Primus) und Greg Christian (Testament), spielten vor. Den Zuschlag erhielt Jason Newsted, der sich mit seiner alten Band Flotsam and Jetsam den Ruf eines exzellenten Songwriters erarbeitet hatte.

### …And Justice for All(1987–1990)
Am 8. November 1986 spielte Metallica in Reseda ihr erstes Konzert mit Newsted am Bass im Country Club von Los Angeles. Nach einer kurzen Tour durch Japan und Kanada holte die Band ab Januar 1987 die wegen Burtons Unfalltod ausgefallenen Konzerte in Europa nach, was auch zwei Konzerte im damals noch kommunistisch regierten Polen beinhaltete. Im März 1987 brach sich Hetfield erneut das Handgelenk beim Skateboardfahren, weshalb die Band ihren Auftritt bei der Fernsehshow Saturday Night Live absagte. Nach Hetfields Genesung wurde in Ulrichs Garage die EP The $5.98 E.P. - Garage Days Re-Revisited aufgenommen, die Coverversionen von Diamond Head, Holocaust, Killing Joke, Budgie und den Misfits enthält. Mit der EP erreichte die Band Metallica in Großbritannien ihre erste Hitnotierung.
Ab Oktober 1987 begann die Band mit den Vorbereitungen für ihr viertes Studioalbum …And Justice for All. Da Flemming Rasmussen anderweitig beschäftigt war, suchte die Band nach einem neuen Produzenten. Die Zusammenarbeit mit Mike Clink, der kurz zuvor das Guns-n’-Roses-Debüt Appetite for Destruction produzierte, entpuppte sich als Fehler, so dass Ulrich Rasmussen drängte, seine Produktionen schnellstmöglich durchzuziehen. …And Justice for All wurde im August 1988 veröffentlicht und erreichte Platz 6 der US-amerikanischen Charts. An Halloween wurde das Album mit Platin ausgezeichnet. Kritisch betrachtet wurde …And Justice for All allerdings wegen des klinisch-kühlen Klanges und wegen des fast völlig ausgeblendeten Bassspieles von Jason Newsted.
Nachdem sich die Band zuvor jahrelang gegen das Drehen eines Musikvideos gesträubt hatte, wurde dieses Mal für die Singleauskopplung One aus dem Doppelalbum ... And Justice for All  ein Video erstellt, das Auszüge aus Dalton Trumbos Film Johnny zieht in den Krieg enthält. MTV nahm das Video in die tägliche Rotation und One erreichte Anfang 1989 mit Platz 35 die Top 40 der US-Charts und wurde ein Millionenerfolg. Eine Nominierung Metallicas für den Grammy in der Kategorie Best Hard Rock/Metal Performance blieb erfolglos, der Preis ging an Jethro Tull. Die Band reagierte mit Humor und versah einen Teil der …And-Justice-for-All-Auflage mit einem Aufkleber mit der Aufschrift „Grammy Award Losers“. Die Tour zum …And-Justice-for-All-Album umfasste insgesamt 230 Konzerte und dauerte bis Oktober 1989. Anschließend nahm sich Metallica eine Auszeit und spielte nur vereinzelt Konzerte.

### Metallica– „The Black Album“ (1990–1993)

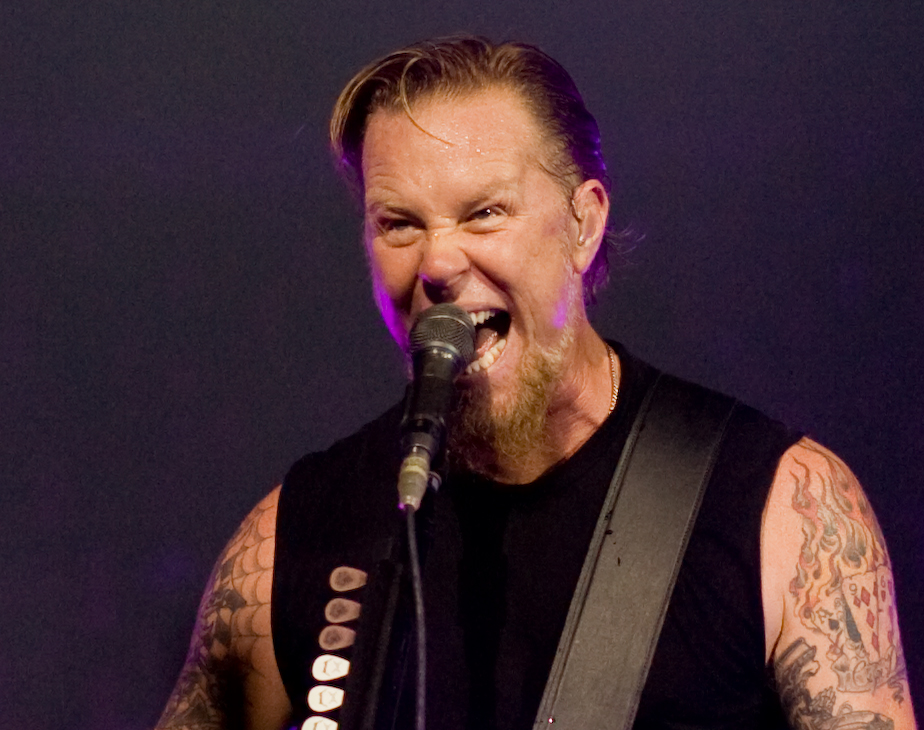
James Hetfield

Im Februar 1990 erhielt die Band ihren ersten Grammy in der Kategorie Best Metal Performance für das Lied One, bevor im Oktober 1990 die Aufnahmen für das fünfte Studioalbum begannen. Aus einem von Kirk Hammett geschriebenen Riff entwickelte sich das 1991 auch auf einer Single erschienene Lied Enter Sandman (Platz 16 der US-Charts, in Großbritannien und Deutschland in den Top-10), das zum Wegweiser für das gesamte Album werden sollte. Die Band strebte einfachere Lieder an, die schneller auf den Punkt kommen sollten. Zu diesem Zwecke fragte Metallica den Kanadier Bob Rock, der zuvor mit Aerosmith, Bon Jovi und Mötley Crüe gearbeitet hatte, ob er das neue Album mischen wolle. Letzten Endes produzierte Rock das gesamte Album. Insgesamt ein Jahr verbrachte die Band im Studio. Die gesamten Aufnahmen kosteten eine Million US-Dollar und führten bei drei Bandmitgliedern zur Ehescheidung.

„Es war das schwierigste Album, das wir je gemacht haben. Irgendwann war klar, dass es verdammt gut werden würde, aber ich habe Bob [Rock] trotzdem gehasst und hinterher ein Jahr lang nicht mit ihm geredet. […] Als wir uns schließlich von den Strapazen erholt hatten, wurden wir jedoch gute Freunde.“

Enter Sandman wurde als erste Single ausgekoppelt und erreichte Platz 9 der deutschen Singlecharts. Das Album Metallica wurde am 12. August 1991 veröffentlicht und stieg auf Platz eins der US-amerikanischen Albumcharts ein. In der ersten Woche wurden in den USA 650.000 Alben verkauft. Durch Metallica konnte die Band neue Fanschichten außerhalb der Metalszene erschließen. Bis 2013 verkaufte sich das Album in den USA über 15 Millionen Mal. Auch bei der Kritik wurde es insgesamt positiv aufgenommen. Die Ballade Nothing Else Matters erhielt massives Airplay in den Mainstreammedien. Sie avancierte mit ihrem von Michael Kamen komponierten Orchesterarrangement außerdem zum Wunschlied vieler Hochzeitspaare.
Im Spätsommer 1991 begann die Wherever We May Roam-Tournee. Zunächst spielte Metallica als Co-Headliner vor AC/DC beim Monsters of Rock-Festival in Donington, bevor die Band zusammen mit AC/DC und Pantera vor ca. 1.500.000 Menschen beim Monsters of Rock-Konzert auf dem Flugplatz Moskau-Tuschino - dem allerersten Rockfestival in der Sowjetunion überhaupt - auftrat. Es folgte eine Hallentournee durch Nordamerika, bei der die Band ihre Bühne in der Mitte der Halle aufbauen ließ. In der Mitte der Bühne wurde eine „Schlangengrube“ („Snake Pit“) eingerichtet, in der etwa 200 Fans das Konzert aus nächster Nähe verfolgen konnten. Die Band unterbrach im April 1992 die Tournee für die Eröffnung des Freddie Mercury Tribute Concert im Londoner Wembley-Stadion.
Zusammen mit Guns N’ Roses spielte Metallica im Sommer 1992 eine Stadiontour durch Nordamerika. Beide Bands spielten zweieinhalbstündige Konzerte, wobei Guns N’ Roses darauf bestand, nach Metallica auf die Bühne zu gehen. Am 8. August 1992 spielten beide Bands im Olympiastadion von Montreal. Während des Liedes Fade to Black geriet Hetfield in eine sechs Meter hohe Flammensäule und erlitt dabei Verbrennungen zweiten Grades. Axl Rose sagte das Konzert von Guns N’ Roses wegen Halsschmerzen ab und löste dadurch Ausschreitungen unter den aufgebrachten Zuschauern aus. Bei den folgenden Metallica-Konzerten übernahm wegen Hetfields Verbrennungen erneut John Marshall die Rhythmusgitarre. Der Tourzyklus zog sich bis zum Juli 1993 hin, wodurch die vier Musiker psychisch und physisch ausgelaugt waren. Ende 1993 veröffentlichte Metallica mit Live Shit: Binge & Purge ihr erstes Boxset, das u. a. drei Live-CDs und zwei Livevideos enthielt.

### LoadundReLoad(1994–1997)
Abgesehen von einer dreimonatigen Tour durch Nordamerika inklusive eines Headlinerauftritts beim Woodstock-II-Festival zogen sich die Metallica-Bandmitglieder während des Jahres 1994 aus der Öffentlichkeit zurück und kümmerten sich um ihre Familien. Im Oktober begann die Band mit dem Schreiben neuer Lieder. Die Aufnahmen begannen im Mai 1995. Aufgrund der schlechten Erfahrungen während der Aufnahmen zum schwarzen Album wollte sich die Band dieses Mal keinen Stress machen und legte regelmäßig Pausen ein. Auf einen Auftritt als Headliner des Monsters-of-Rock-Festivals folgte ein Metallica-Konzert am 3. September 1995 in Tuktoyaktuk, der nördlichsten Gemeinde auf dem kanadischen Festland. Zahlreiche Ölheizungen waren nötig, damit die Instrumente überhaupt funktionierten. Anlässlich des 50. Geburtstages des Motörhead-Sängers Lemmy Kilmister spielten Metallica in Los Angeles unter dem Decknamen „The Lemmys“ ein Konzert, bei dem ausschließlich Motörheadlieder gecovert wurden.
Insgesamt 27 Lieder wurden aufgenommen und die Band plante die Veröffentlichung eines Doppelalbums. Stattdessen wurden die Lieder auf zwei Alben verteilt, die innerhalb von eineinhalb Jahren auf den Markt gebracht wurden. Den Anfang machte im Juni 1996 Load. Das von dem Provokationskünstler Andres Serrano entworfene Albumcover zeigt eine Mischung aus Serranos Sperma und Rinderblut, das er zwischen zwei Scheiben Plexiglas presste. Die neue musikalische Ausrichtung der Band, die Einflüsse aus Country und Blues aufzeigte, wurde von vielen Fans ebenso kontrovers diskutiert wie die Kurzhaarschnitte der Bandmitglieder.

„Für mich liegt der Metal in seiner altbekannten Form im Koma. Die Bands wiederholen sich und haben sich dadurch ihr eigenes Grab geschaufelt. Mal ehrlich: Wer braucht schon die zehnte Version ein- und desselben Albums, das beispielsweise Running Wild Jahr für Jahr neu einspielen? […] Heavy Metal ist in seiner ursprünglichen Form als rebellische, frische Untergrundbewegung sinnentleert.“

Metallica nahm als Headliner an der Lollapalooza-Tour teil. Während dieser Tour reiste Jason Newsted in einem eigenen Bus, in dem ein mobiles Tonstudio eingebaut war. Zusammen mit dem Exodus-Schlagzeuger Tom Hunting und Devin Townsend gründete er das Projekt IR8 (Synonym für das englische Adjektiv irate = zornig, wütend) und nahm ein Demo auf. Insbesondere James Hetfield nahm diesen Ansatz zur Nebentätigkeit übel, während Newsted sich darauf berief, bei Metallica als Songschreiber nicht erwünscht und daher nicht ausgelastet zu sein. Bei den MTV Europe Video Music Awards 1996 spielte die Band statt King Nothing ein Medley aus den Liedern So What und Last Caress. Wegen des obszönen Textes von So What schnitt MTV Metallicas Auftritt bei allen Wiederholungen der Sendung heraus.
Im November 1997 erschien ReLoad. Das ebenfalls von Andres Serrano entworfene Albumcover enthielt dieses Mal eine Mischung aus Blut und Urin. Wie bereits Load stieg ReLoad auf Platz 1 der US-amerikanischen Charts ein. Die erste Single The Memory Remains beinhaltete ebenso wie der dazugehörige Videoclip einen Gastauftritt der britischen Sängerin und Schauspielerin Marianne Faithfull. Die Tournee zum Album fiel relativ kurz aus.

### Garage Inc.undS&M(1997–1999)
Ohne größere Vorbereitungen nahm die Band im Herbst 1998 elf Coverversionen von Bands und Künstlern wie z. B. Black Sabbath, Thin Lizzy, Mercyful Fate, Bob Seger und Discharge auf. Zusammen mit allen bisher veröffentlichten Coverversionen kam das Album unter dem Namen Garage Inc. auf den Markt. Metallica wurde im März 1999 in den Hollywood Walk of Fame in Los Angeles aufgenommen. Der damalige Bürgermeister Willie Brown proklamierte den 7. März 1999 zum „Offiziellen Metallica-Tag“.
Am 21. und 22. April 1999 nahm die Band zwei Auftritte mit dem San Francisco Symphony Orchestra unter Leitung von Michael Kamen auf. Kamen, der über seine klassische Ausbildung und Erfolge als Filmkomponist hinaus über große Erfahrungen bei der Umsetzung solcher Projekte verfügte, hatte die Streichinstrumente für das Lied Nothing Else Matters vom schwarzen Album arrangiert. Bereits damals versuchte Kamen die Band davon zu überzeugen, ihre Musik einmal unter Begleitung eines Sinfonieorchesters aufzuführen. Für den Auftritt komponierte die Band mit No Leaf Clover und Minus Human zwei neue Lieder. Der Mitschnitt der Aufführung wurde im November 1999 unter dem Namen S&M veröffentlicht. Nothing Else Matters wurde als Single veröffentlicht und erreichte Platz 2 der deutschen Singlecharts. Weitere Auftritte mit Sinfonieorchestern fanden im November des Jahres in Berlin und New York City statt.

### DieNapster-Kontroverse und Newsteds Ausstieg (2000–2001)
Für den Film Mission: Impossible II nahm Metallica das Lied I Disappear auf. Nachdem die Band herausfand, dass eine Demoversion von verschiedenen Radiosendern gespielt wurde, stellte man fest, dass alle bisher veröffentlichten Titel der Band bei der Peer-to-Peer-Tauschbörse Napster zum freien Download zur Verfügung standen. Metallica verklagte Napster und die Universitäten von Southern California, Yale und Indiana daraufhin wegen Urheberrechtsverletzung und Verletzung des Digital Millennium Copyright Act (DMCA). Als Reaktion blockierten Yale und Indiana Napster auf allen Computern, woraufhin Metallica die Klagen gegen beide Universitäten zurückzog.
Mit Hilfe des Online-Dienstleisters NetPD wurde Napster eine 60.000 Seiten lange Liste mit 335.435 Benutzern vorgelegt, mit der Bitte, diese Benutzer zu verbannen. Der Rapper Dr. Dre schloss sich Metallicas Klage an, so dass weitere 230.142 Benutzer von Napster verbannt wurden.

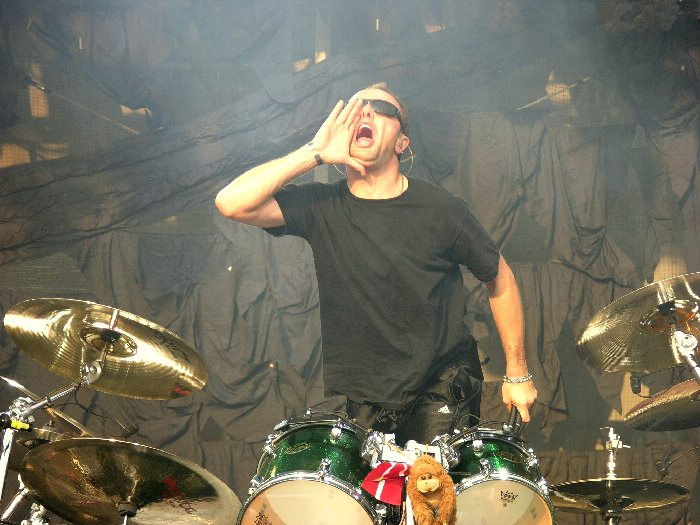
Lars Ulrich hinter seinem Schlagzeug 2004

„Es kränkt uns zu wissen, dass unser Gut mehr wie eine Massenware und weniger als die Kunst, die es eigentlich ist, behandelt wird. Vom geschäftlichen Standpunkt aus ist es reine Piraterie, etwas zu nehmen, das einem nicht gehört. Der Austausch solcher Informationen, ob es Musik, Videos oder Fotos sind, ist nichts anderes als der Handel mit gestohlenen Waren.“

Napster begann darauf ab März 2001, Benutzer und Metallica-Lieder durch Aktivierung von Filtern anhand von Listen mit IP-Adressen zu sperren; im Juli zog die Band darauf ihre Copyright-Klage zurück. In einem Yahoo-Chat im Jahr 2000 erklärte Ulrich, dass die Band Napster ausschließlich wegen der Verbreitung ihrer Studioalben verklagt hatte. Sie wollen aber weiterhin den Tausch selbst gemachter Live-Aufnahmen, sogenannter Bootlegs, erlauben.
Im Sommer 2000 ging die Band zusammen mit Korn, Kid Rock und System of a Down auf die Summer-Sanitarium-Tour durch Nordamerika. Am 4. Juli 2000 stürzte ein Fan während des Konzerts in Baltimore vom Oberrang des PSINet Stadium und starb. Zwei Wochen später verstarb ein anderer Fan während eines Geheimkonzerts in Hollywood.
Während der Summer-Sanitarium-Tour kapselte sich Newsted immer weiter von der Band ab. Auch zwischen Hetfield und Ulrich wuchsen die Spannungen. Auf Anraten ihres Managers beschloss die Band, den Psychologen Phil Towle zu engagieren. Bereits vor der ersten Sitzung hatte Newsted beschlossen, die Band zu verlassen. Offiziell wurde der Ausstieg damit begründet, dass Newsted seine Halswirbelsäule durch sein exzessives Headbangen ruiniert habe. Die wahren Beweggründe für Newsteds Ausstieg lagen jedoch woanders.
Bereits seit 1996 arbeitete Newsted mit der Band Echobrain zusammen. Da Metallica eine längere Pause einlegen wollte, planten Echobrain, ein Album aufzunehmen. Hetfield war dagegen und stellte Newsteds Treue zur Band infrage.

„Die Band starb für mich am 27. September 2000. An diesem Tag stampfte mich James [Hetfield] in Grund und Boden. Er hatte zu der Zeit einen Haufen persönlicher Probleme und ich musste das ausbaden. […] Mein letztes Treffen mit der Band fand am 8. Januar 2001 statt. Nachdem ich meinen Ausstieg verkündet hatte, bin ich vor den anderen zusammengebrochen. Jeder im Raum weinte, die Spannung war unerträglich. Zum Schluss rief ich noch: ‚Ich möchte das nicht tun, aber ich muss, denn ich will mir selbst noch in die Augen sehen können.‘“

Ohne einen Bassisten begann die Band im April 2001 auf dem Gelände der ehemaligen Militärkaserne Presidio mit den Vorbereitungen auf ein neues Studioalbum. Dabei wurde Metallica von den Filmemachern Joe Berlinger und Bruce Sinofsky begleitet, die innerhalb von zwei Jahren über 1.000 Stunden Filmmaterial aufnahmen. Durch ständige Querelen zwischen Hetfield und Ulrich kam die Band nur langsam voran. Im Juli klinkte sich Hetfield aus und unterzog sich einer Rehabilitation, um seine Alkoholsucht zu therapieren. Der Entzug dauerte bis Dezember. Etwa gleichzeitig bezog die Band in San Rafael einen Gebäudekomplex, in dem sich Probe- und Aufnahmeräume sowie Büros befanden.

### St. Anger(2002–2005)

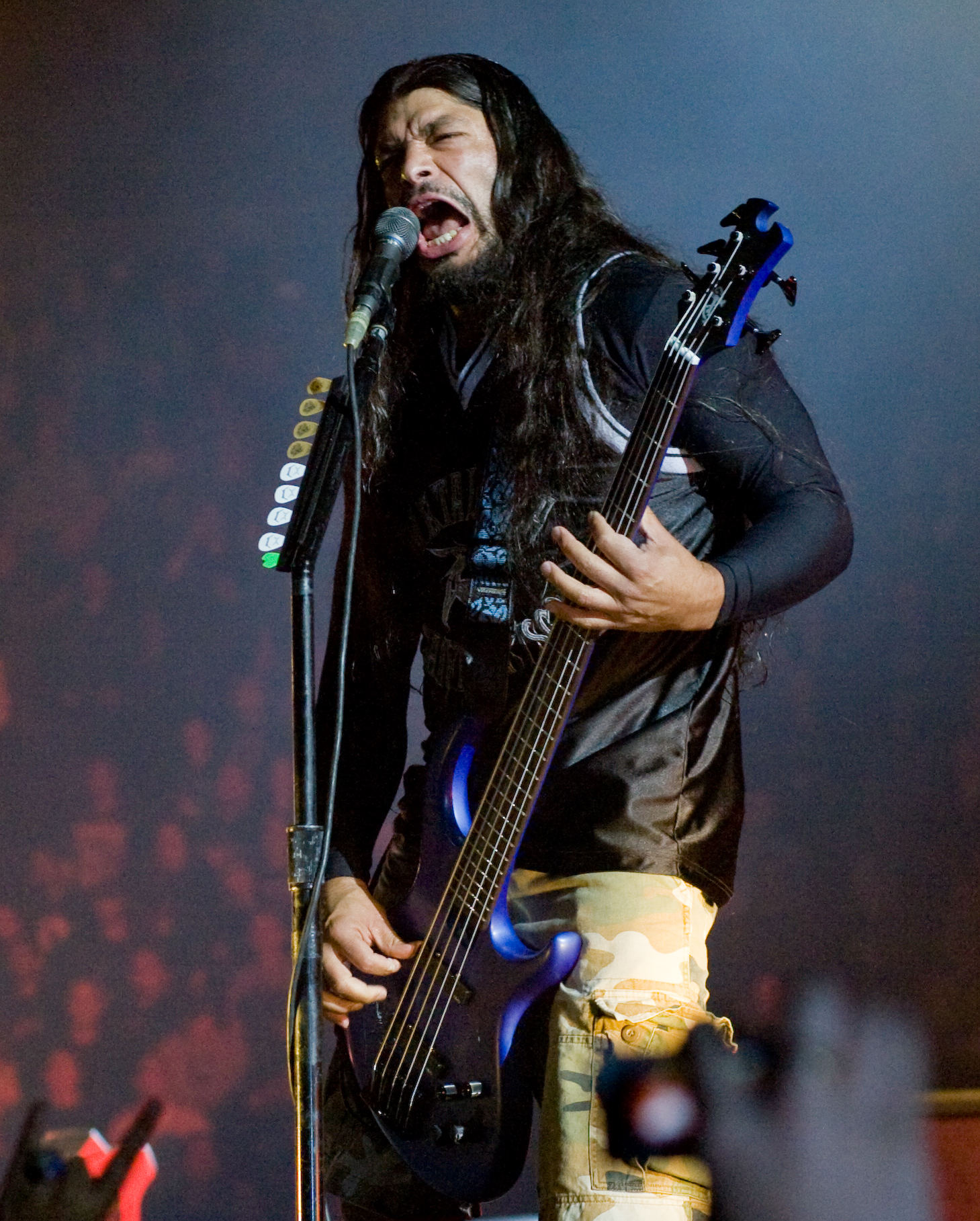
Robert Trujillo

Metallica begann mit Bob Rock als Bassisten die Aufnahmen für das achte Studioalbum St. Anger. Die sich bei den Bandmitgliedern aufgestaute Wut wurde in elf rohe, Hardcore-lastige Lieder kanalisiert. Auf Gitarrensoli wurde ganz verzichtet, während Ulrichs Snare wie eine Timbale klingt. Nach Abschluss der Aufnahmen begann die Suche nach einem neuen Bassisten. Es spielten unter anderem Pepper Keenan (Corrosion of Conformity), Scott Reeder (Kyuss) und Jeordie White (Marilyn Manson) vor, die Wahl fiel jedoch auf den ehemaligen Suicidal-Tendencies- und Ozzy-Osbourne-Bassisten Robert Trujillo. Jason Newsted schloss sich der kanadischen Band Voivod an und spielte 2003 in Ozzy Osbournes Band während der Ozzfest-Tournee.
Anlässlich des 20-jährigen Bühnenjubiläums wurde die Band mit dem mtvIcon-Award geehrt. Während der einstündigen Sendung interpretierten von Metallica beeinflusste Bands wie Korn, Staind, Limp Bizkit und Sum 41 sowie Snoop Dogg und Avril Lavigne Metallica-Lieder von verschiedenen Alben. Am Ende der Sendung trat Metallica zum ersten Mal mit Robert Trujillo auf und spielte ein Medley aus Hit the Lights, Enter Sandman, Blackened, Creeping Death und Battery. Im Mai 2003 wurde im Staatsgefängnis San Quentin das Musikvideo für das Lied St. Anger gedreht. In dem Dokumentarfilm Metallica: Some Kind of Monster von 2004 spricht Sänger James Hetfield im Innenhof der Haftanstalt zu den Gefangenen und erzählt, als Jugendlicher viel Wut verspürt zu haben, weshalb er damals selbst im Gefängnis hätte landen können oder inzwischen hätte tot sein können.
St. Anger, veröffentlicht am 5. Juni 2003, entwickelte sich zum kontroversesten Album der Bandgeschichte. Während die einen den rohen Sound des Albums schätzten, stieß St. Anger bei vielen Altfans auf Ablehnung. Dennoch erreichte das Album in über 30 Ländern Platz eins der Albumcharts. Bei der folgenden Madly in Anger-Welttournee wurden mit Frantic und dem Titellied jedoch in der Regel nur zwei Lieder des Albums gespielt. Kurz vor dem Auftritt beim Download-Festival musste Lars Ulrich wegen starker Bauchschmerzen, die sich allerdings als harmlos herausstellten, in ein Zürcher Krankenhaus eingeliefert werden. Metallica spielte ein verkürztes Konzert, bei dem Dave Lombardo (Slayer), Joey Jordison (Slipknot) und Ulrichs Schlagzeugtechniker Flemming Larsen aushalfen.
Im Sommer 2004 standen zehn Alben von Metallica gleichzeitig in den schwedischen Albumcharts. Insgesamt nahm die Band im Jahr 2004 43 Millionen Dollar ein und war damit nach Prince und Madonna der dritterfolgreichste Act in den USA. Ebenfalls 2004 wurde der Dokumentarfilm Some Kind of Monster veröffentlicht, der während der Aufnahmen zum St.-Anger-Album entstand. Im Jahre 2005 spielte Metallica lediglich zwei Konzerte als Vorgruppe der Rolling Stones in San Francisco. Ein Jahr später spielte die Band ihre ersten Konzerte in Südafrika.

### Death Magnetic(2006–2010)

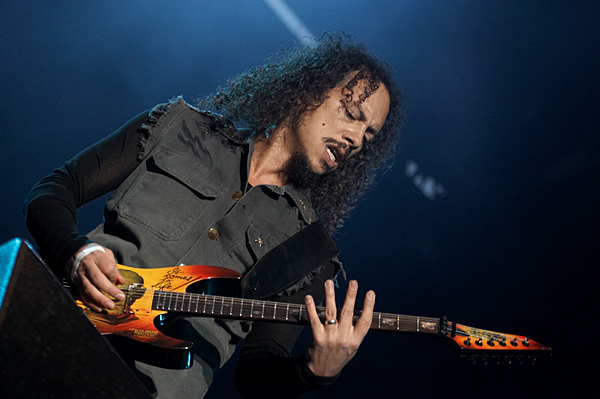
Kirk Hammett

Nachdem Bob Rock die letzten sechs Alben der Band produziert hatte, gab die Band im Februar 2006 bekannt, dass das nächste Studioalbum von Rick Rubin produziert werde. Rubin hatte sich als Produzent von Künstlern wie AC/DC, Slayer, System of a Down, den Red Hot Chili Peppers und Johnny Cash einen Namen gemacht. Im Rahmen ihrer Escape from the Studio ’06-Tour trat die Band im Juni 2006 zum dritten Mal bei den Festivals Rock am Ring / Rock im Park sowie auf der Berliner Waldbühne auf. Dabei wurden zum zwanzigjährigen Jubiläum der Veröffentlichung des Albums Master of Puppets sämtliche darauf enthaltenen Lieder vorgetragen. In Berlin spielte Metallica zusätzlich ein unbetiteltes neues Lied. Eine Zusammenstellung aller Musikvideos wurde unter dem Titel The Videos: 1989–2004 im Dezember 2006 als DVD veröffentlicht.
Metallica nahm eine Coverversion des Liedes The Ecstasy of Gold auf, das auf einem Tributalbum für den Komponisten Ennio Morricone veröffentlicht wurde. The Ecstasy of Gold stammt aus dem Italo-Western Zwei glorreiche Halunken und wird seit 1983 als Intro für jedes Konzert verwendet. Die Aufnahmen für das neunte Studioalbum Death Magnetic begannen im März 2007. Im Sommer des gleichen Jahres spielte Metallica eine kurze Stadiontournee durch Europa. Die Ankündigung des Konzertes in der finnischen Hauptstadt Helsinki führte dazu, dass sich Ende Mai 2007 zehn Metallica-Alben in den finnischen Albumcharts platzierten. Für den Iron-Maiden-Tributsampler Maiden Heaven nahm Metallica das Lied Remember Tomorrow auf, das für die Band eine Blaupause für Lieder wie Fade to Black oder Welcome Home (Sanitarium) war.
Am 2. September 2008, zehn Tage vor der geplanten Veröffentlichung, wurden in Frankreich irrtümlicherweise die ersten Exemplare des neuen Albums verkauft. Sofort tauchte das Album in den Internettauschbörsen auf. Lars Ulrich blieb wegen dieses vorzeitigen Leaks gelassen und bezeichnete es als einen Erfolg, dass das Album erst zehn Tage vor der Veröffentlichung im Internet auftauchte. Death Magnetic stieg weltweit in 32 Ländern auf Platz eins der Albumcharts ein. In den USA schaffte Death Magnetic als fünftes Metallica-Album den direkten Sprung auf Platz eins. Zuvor hatte sich Metallica mit den Beatles, U2 und der Dave Matthews Band den Rekord mit vier Alben geteilt.
Am Veröffentlichungstag wurde Death Magnetic in der Berliner Multifunktionshalle O2 World durch ein Konzert vorgestellt. Im Oktober 2008 begann die „World Magnetic“-Tour.
Am 4. April 2009 wurde Metallica in die Rock and Roll Hall of Fame aufgenommen. Erstmals seit der Trennung 2001 spielte Metallica sowohl Master of Puppets als auch Enter Sandman mit dem ehemaligen Bassisten Jason Newsted. Im April 2010 gewann Metallica den Revolver Golden God Award in der Kategorie Beste Liveband. Im Juni 2010 ging Metallica mit Slayer, Megadeth und Anthrax auf die The Big Four-Tournee. Am 29. Oktober 2010 erschien die auf dieser Tour entstandene DVD/Blu-ray The Big Four Live from Sofia, Bulgaria.

### LuluundHardwired…to Self-Destruct(2011–2019)
Anlässlich der Aufnahme von Metallica in die Rock and Roll Hall of Fame trat Metallica im Jahre 2009 unter anderem mit Lou Reed auf. Nach diesem Auftritt entstand die Idee, ein gemeinsames Album zu veröffentlichen. Am 31. Oktober 2011 wurde das Album Lulu weltweit veröffentlicht, erhielt aber überwiegend schlechte Kritiken. Aufgrund der Eurokrise gab die Band Ende 2011 bekannt, ihre Tourpläne zu ändern und verschiedene Auftritte vorzuverlegen. Bandmanager Cliff Burnstein erklärte, dass man mit einer Schwächung des Euros in den kommenden Jahren rechne und daher Konzerte geben wolle, solange sie noch möglichst profitabel seien. Daher würde Metallica 2012 und nicht wie geplant 2013 sein schwarzes Album bei verschiedenen Festivals in Europa spielen.
Am 14. Dezember 2011 veröffentlichte Metallica auf digitalem Wege die EP Beyond Magnetic, auf der vier bis dato unveröffentlichte Lieder aus den Death-Magnetic-Aufnahmen zu hören sind. Die Lieder wurden zuvor bei den vier Konzerten zum dreißigjährigen Bestehen der Band im Dezember 2011 in San Francisco erstmals live gespielt. Die Band arbeitete mit Nimród Antal an dem 3-D-Film Metallica Through the Never, der am 27. September 2013 veröffentlicht wurde. Für den Film wurden unter anderem die Konzerte der Band im Sommer 2012 in Mexiko und Kanada gefilmt. Jedoch erwies sich der Film aufgrund niedriger Einnahmen als finanzieller Flop. Metallica steuerte für den Deep-Purple-Tribute-Sampler Re-Machined: A Tribute to Deep Purple's Machine Head eine Coverversion des Liedes When a Blind Man Cries bei.
Am 8. Dezember 2013 spielte Metallica als erste Band in der Antarktis. Somit sind sie die einzige Band der Welt, die innerhalb eines Jahres auf allen Kontinenten auftrat.
Am 26. Januar 2014 trat Metallica zusammen mit dem chinesischen Pianisten Lang Lang bei den Grammy Awards 2014 auf, wo sie gemeinsam das Lied One spielten. Kurze Zeit später wurde bekannt, dass Metallica für ein Ronnie-James-Dio-Tribute-Sampler ein Medley einiger seiner bekannten Rainbow-Hits gemacht hatten. Es soll zirka 9 Minuten dauern und Teile der Lieder A Light in the Black, Tarot Woman, Stargazer und Kill the King enthalten. Das Album heißt This Is Your Life und erschien weltweit am 1. April 2014. Am 16. März 2014 trat Metallica in Bogotá auf und stellte ihr neues Lied Lords of Summer vor; ein neues Studioalbum erschien im November 2016. Bei den Terroranschlägen am 13. November 2015 in Paris starb Metallicas langjähriger Projektmanager in Frankreich, Thomas Ayad von Universal Music France, beim Massaker mit Geiselnahme im Bataclan.
Die Auftrittsgagen für Metallica liegen im einstelligen Millionenbereich. Als Zugpferd für das von der DEAG veranstaltete Zwillingsfestival Rock im Revier und Rockavaria erhielt Metallica 7,3 Mio. US-Dollar (ca. 6,6 Mio. €).

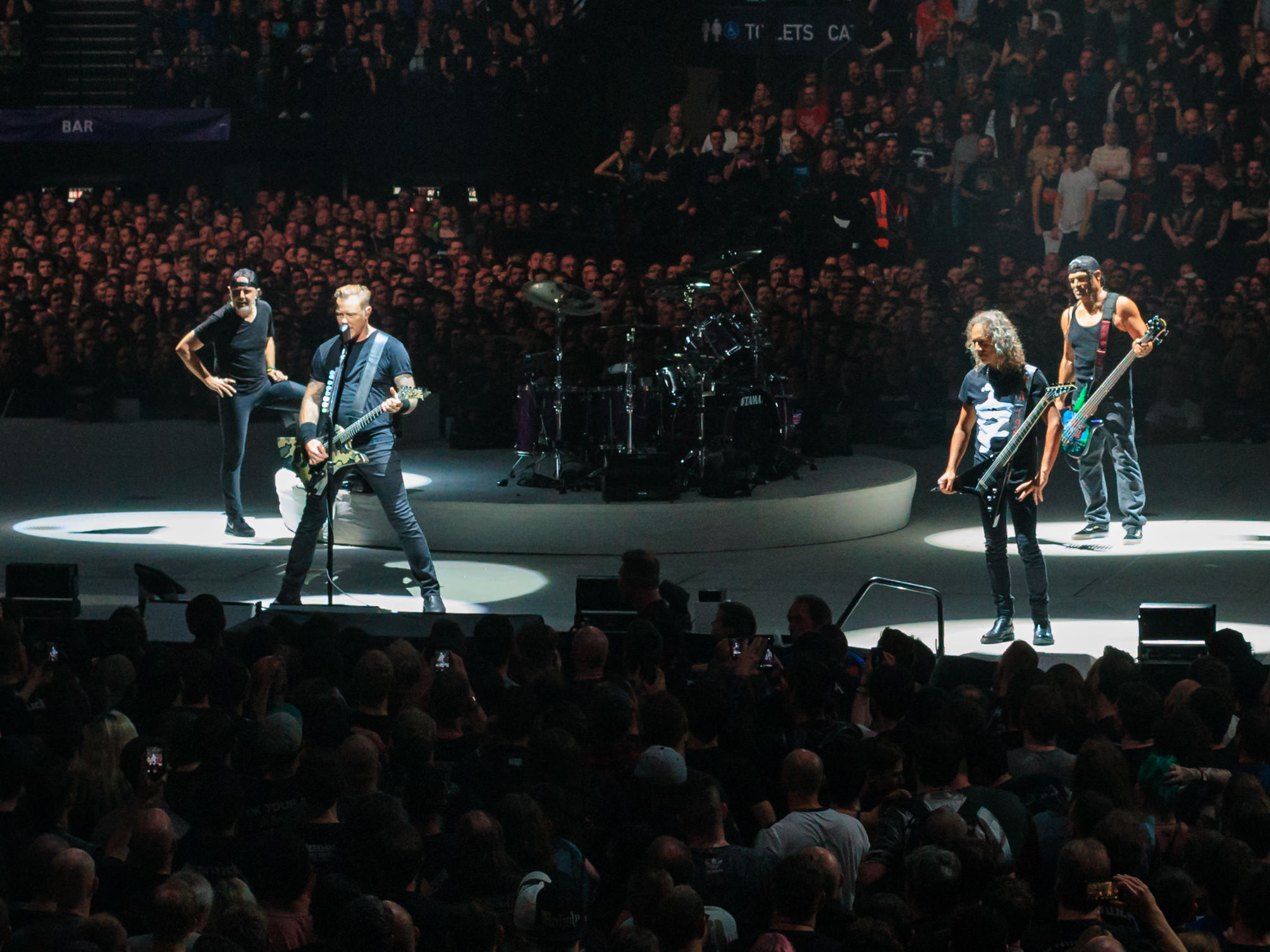
Metallica in der O2 Arena in London (2017)

Am 18. November 2016 erschien – acht Jahre nach Death Magnetic – das zehnte Studioalbum mit dem Titel Hardwired…to Self-Destruct. Es handelt sich um ein Doppelalbum mit zwölf neuen Songs, wobei am 18. August 2016 das Lied Hardwired samt Musikvideo vorab als Single ausgekoppelt wurde. Am 12. Februar 2017 trat Metallica bei den Grammy Awards 2017 zusammen mit Lady Gaga auf. Hetfield sang mit dieser im Duett den Song Moth into Flame.

### S&M2und72 Seasons(seit 2020)
Aus Anlass des 20-jährigen Jubiläums des Livealbums erschien am 28. August 2020 S&M2, gleichsam eine Fortsetzung von S&M, wiederum live eingespielt mit San Francisco Symphony. Anlässlich des Jubiläums der Veröffentlichung des so genannten Black Albums, veröffentlichte Metallica am 10. September 2021 ein Tribute Album unter dem Titel The Metallica Blacklist. 53 Künstler covern darauf die 30 Jahre zuvor erschienenen Songs.
Am 28. November 2022 wurde das Album 72 Seasons angekündigt, welches am 14. April 2023 erschienen ist. Zudem kam auch die Single Lux Æterna heraus. Der Albumtitel 72 Seasons – also 72 Jahreszeiten – bezieht sich laut James Hetfield auf die ersten 18 Jahre im Leben eines Menschen. Gleichzeitig mit dem neuen Album kündigte die Band ihre M72 World Tour an. Metallica wird dabei von den Bands Five Finger Death Punch, Ice Nine Kills, Mammoth WVH, Pantera, Architects, Greta Van Fleet und Volbeat begleitet.

## Rezeption
Metallica zählt zu den einflussreichsten und erfolgreichsten Metalbands weltweit. Korn-Sänger Jonathan Davis bezeichnet Metallica als seine Lieblingsband, da sie „immer die Dinge auf ihre eigene Art und Weise gemacht haben und über die Jahre durchgehalten haben und es bis heute tun“. Laut Godsmack-Schlagzeuger Shannon Larkin stellt Metallica den größten Einfluss für seine Band dar. Larkin erklärte, dass Metallica sein Leben verändert habe, als er 16 Jahre alt war, da er zuvor nie so etwas Hartes gehört habe. Die Trivium-Gitarristen Matthew Heafy und Corey Beaulieu erlernten ihr Instrument, nachdem sie zum ersten Mal mit der Musik von Metallica in Berührung kamen. Joey Z., der Gitarrist von Life of Agony, bezeichnet Kirk Hammett als sein Vorbild und gibt an, durch ihn zum Gitarre spielen gekommen zu sein. Für Avenged-Sevenfold-Sänger M. Shadows waren die gemeinsamen Konzerte der Höhepunkt der Musikerkarriere. Armored-Saint-Sänger John Bush lobte Metallica dafür, dass die Band „einen vorbildlichen Karriereweg gegangen ist und sich nie hat reinreden lassen“. Für Kim Thayil von der Band Soundgarden ist Metallica ein „Beispiel für ehrlichen Erfolg ohne TV- und Radio-Hype“.
Das britische Rockmagazin Kerrang veröffentlichte im April 2006 ein Tributalbum mit dem Titel Master of Puppets: Remastered anlässlich des 20-jährigen Jubiläums des Albums Master of Puppets. Das Album beinhaltet Coverversionen der acht Lieder durch Bands wie Machine Head, Bullet for My Valentine, Chimaira, Mastodon, Mendeed und Trivium. Im Jahre 1996 veröffentlichte die finnische Band Apocalyptica ihr Debütalbum Plays Metallica By Four Cellos, auf dem acht Metallicalieder mit Celli gespielt werden. Die Parodieband Beatallica verbindet die Musik von Metallica mit der von den Beatles. Die Inhaber der musikalischen Rechte der Beatles, Sony, verklagte Beatallica, da die Band laut Sony einen „substantiellen und irreparablen Schaden“ zugefügt habe. Lars Ulrich bat Metallicas Anwalt Peter Paterno, Beatallica rechtlichen Beistand zu leisten.
MTV platzierte Metallica in seiner Liste der „Größten Metal-Bands aller Zeiten“ auf Platz drei. Der TV-Sender VH1 setzte die Band auf Platz fünf ihrer Liste der 100 größten Hard-Rock-Bands. Das Album Master of Puppets belegte Platz eins in der Liste der „100 besten Metalalben“ vom Onlinemagazin Metal Rules. In dem Buch Best of Rock & Metal des deutschen Magazins Rock Hard, in dem die nach Meinung der Rock-Hard-Redaktion 500 stärksten Metal- und Hard-Rock-Alben aller Zeiten aufgeführt werden, ist Metallica mit fünf Alben vertreten. Master of Puppets belegt Platz zwei, gefolgt von Ride the Lightning. Das Debütalbum Kill ’Em All befindet sich auf Platz 12, das selbstbetitelte fünfte Album auf Platz 79 sowie Garage Inc. auf Platz 500.
Der Spielehersteller Activision produzierte zusammen mit Neversoft einen Metallica-Ableger ihrer beliebten Musikspiele-Reihe Guitar Hero. In Guitar Hero: Metallica sind (Downloadable Content nicht mitgerechnet) 31 Metallica-Lieder sowie 21 von der Band selbst bestimmte Gastlieder enthalten. Sowohl die Band selbst (die alle Animationen mit charakteristischen Posen und Bewegungen selbst per Motion Capture ins Spiel brachten) als auch die beiden Gaststars, King Diamond von Mercyful Fate und Lemmy Kilmister von Motörhead, sind spielbare Charaktere. Das Spiel erschien am 22. Mai 2009 in Europa für PlayStation 2, PlayStation 3, Xbox 360 und Wii. Zusätzlich lassen sich weitere Lieder sowie das komplette Album Death Magnetic für dieses Spiel aus dem PlayStation Store und Xbox Live herunterladen.
Seit 2008 gibt es das Internet-Projekt A German Tribute to Metallica, bei dem deutsche Bands Coverversionen von Metallica-Liedern zur Verfügung stellen. Teilnehmer waren unter anderem In Extremo, Madsen und die Donots.
Der Rolling Stone listete Metallica 2011 auf Rang 61 der 100 größten Musiker aller Zeiten.
2021 hat die Bürgermeisterin von San Francisco, London Breed, im Rahmen des 40. Band-Jubiläums von Metallica den 16. Dezember zum „Metallica Day“ erklärt.
In der Coming-of-Age-Komödie Mein etwas anderer Florida Sommer von 2019 trägt der wortkarge Jugendliche Daniel Bagnold, verkörpert von Hauptdarsteller Earl Cave, wechselnde T-Shirts von Metallica. Außerdem hängen in seinem Jugendzimmer verschiedene Poster mit den Albumcovern von Kill ’Em All und Master of Puppets als Motiv. Regisseur des Films ist Simon Bird.

## Auszeichnungen
| - ECHO Pop - 2017 Band international („Hardwired…to Self-Destruct“) - Grammy Awards - 1990 Beste Metal-Darbietung („One“) - 1991 Beste Metal-Darbietung („Stone Cold Crazy“) - 1992 Beste Metal-Darbietung („Metallica“) - 1999 Beste Metal-Darbietung („Better Than You“) - 2000 Beste Hard-Rock-Darbietung („Whiskey in the Jar“) - 2001 Beste Darbietung eines Rockinstrumentals („The Call of Ktulu“) - 2004 Beste Metal-Darbietung („St. Anger“) - 2009 Beste Metal-Darbietung („My Apocalypse“) - 2009 Bestes Albumdesign („Death Magnetic“) - 2024 Beste Metal-Darbietung („72 Seasons“) - MTV Video Music Awards - 1992 Bestes Metalvideo („Enter Sandman“) - 1996 Bestes Metalvideo („Until It Sleeps“) | - American Music Awards - 1996 Favorite Artist Heavy Metal/Hard Rock (Load) - 1996 Favorite Metal/Hard Rock Song („Until It Sleeps“) - Billboard Music Awards - 1997 Billboard Rock and Roll Artist of the Year (Metallica) - 1999 Catalogue Artist of the Year (Metallica) - 1999 Catalogue Album of the Year (Metallica) - Kerrang Awards - 2003 Hall of Fame (Metallica) - Rock and Roll Hall of Fame - 2009 Aufnahme in die Rock and Roll Hall of Fame - Revolver Golden Gods Award - 2010 Beste Liveband |

Im Februar 2020 benannten die Tiefseeforscher Torben Riehl vom Senckenberg Forschungsinstitut und sein Kollege Bart de Smet von der Universität Gent Macrostylis metallicola, eine neuentdeckte, in einer Tiefe von 4000 bis 5000 Meter in einem Gebiet mit vielen Manganknollen im Nordpazifik vorkommende Tiefseeassel zu Ehren der Band. Riehl erklärte dazu: „Mit ihrer beeindruckenden Musik hat mich die Heavy Metal-Band den Großteil meines Lebens begleitet. Es begeistert mich daher riesig, die Band mit der Benennung einer neuen Art zu ehren.“ Bereits 2002 wurde die parasitäre Wespenart Metallichneumon neurospastarchus benannt, deren Namensteil neurospastarchus die altgriechische Übersetzung von Master of Puppets ist.

## Diskografie
Studioalben

| Jahr | Titel Musiklabel                                                 | Höchstplatzierung, Gesamtwochen, AuszeichnungChartplatzierungen (Jahr, Titel, Musiklabel, Platzierungen, Wochen, Auszeichnungen, Anmerkungen) | Höchstplatzierung, Gesamtwochen, AuszeichnungChartplatzierungen (Jahr, Titel, Musiklabel, Platzierungen, Wochen, Auszeichnungen, Anmerkungen) | Höchstplatzierung, Gesamtwochen, AuszeichnungChartplatzierungen (Jahr, Titel, Musiklabel, Platzierungen, Wochen, Auszeichnungen, Anmerkungen) | Höchstplatzierung, Gesamtwochen, AuszeichnungChartplatzierungen (Jahr, Titel, Musiklabel, Platzierungen, Wochen, Auszeichnungen, Anmerkungen) | Höchstplatzierung, Gesamtwochen, AuszeichnungChartplatzierungen (Jahr, Titel, Musiklabel, Platzierungen, Wochen, Auszeichnungen, Anmerkungen) | Anmerkungen                                                    |
| Jahr | Titel Musiklabel                                                 | DE | AT | CH | UK | US | Anmerkungen                                                    |
| ---- | ---------------------------------------------------------------- | --- | --- | --- | --- | --- | -------------------------------------------------------------- |
| 1983 | Kill ’Em All Megaforce Records (IRD)                             | DE17 a Gold · (2 Wo.)DE | AT54 a (1 Wo.)AT | CH31 a (2 Wo.)CH | UK— ×2DoppelgoldUK | US66 ×4Vierfachplatin · (22 Wo.)US | Erstveröffentlichung: 25. Juli 1983 Verkäufe: + 5.500.000      |
| 1984 | Ride the Lightning Megaforce Records (IRD)                       | DE21 b Platin · (2 Wo.)DE | AT49 b (1 Wo.)AT | CH35 b (3 Wo.)CH | UK87 Platin · (2 Wo.)UK | US48 ×6Sechsfachplatin · (60 Wo.)US | Erstveröffentlichung: 27. Juli 1984 Verkäufe: + 7.195.000      |
| 1986 | Master of Puppets Elektra Records (WMG)                          | DE4 c Platin · (11 Wo.)DE | AT10 d (3 Wo.)AT | CH17 (8 Wo.)CH | UK41 Platin · (8 Wo.)UK | US29 ×8Achtfachplatin · (147 Wo.)US | Erstveröffentlichung: 3. März 1986 Verkäufe: + 9.812.647       |
| 1988 | …And Justice for All Elektra Records (WMG)                       | DE3 e ×2Doppelplatin · (28 Wo.)DE | AT12 (4 Wo.)AT | CH7 Platin · (8 Wo.)CH | UK4 Platin · (7 Wo.)UK | US6 ×8Achtfachplatin · (123 Wo.)US | Erstveröffentlichung: 25. August 1988 Verkäufe: + 10.121.051   |
| 1991 | Metallica Elektra Records (WMG)                                  | DE1 ×4Vierfachplatin · (… Wo.)DE | AT1 f ×2Doppelplatin · (87 Wo.)AT | CH1 ×2Doppelplatin · (59 Wo.)CH | UK1 ×3Dreifachplatin · (107 Wo.)UK | US1 ×2Doppeldiamant · (766 Wo.)US | Erstveröffentlichung: 12. August 1991 Verkäufe: + 30.000.000   |
| 1996 | Load Elektra Records (WMG)                                       | DE1 ×5Fünffachgold · (39 Wo.)DE | AT1 Platin · (21 Wo.)AT | CH1 (21 Wo.)CH | UK1 Platin · (22 Wo.)UK | US1 ×5Fünffachplatin · (99 Wo.)US | Erstveröffentlichung: 4. Juni 1996 Verkäufe: + 8.500.000       |
| 1997 | ReLoad Elektra Records (WMG)                                     | DE1 ×5Fünffachgold · (41 Wo.)DE | AT1 Gold · (16 Wo.)AT | CH3 Platin · (18 Wo.)CH | UK4 Gold · (10 Wo.)UK | US1 ×4Vierfachplatin · (75 Wo.)US | Erstveröffentlichung: 18. November 1997 Verkäufe: + 7.000.000  |
| 2003 | St. Anger Elektra Records (WMG)                                  | DE1 ×2Doppelplatin · (22 Wo.)DE | AT1 Platin · (19 Wo.)AT | CH2 Platin · (20 Wo.)CH | UK3 Gold · (16 Wo.)UK | US1 ×2Doppelplatin · (23 Wo.)US | Erstveröffentlichung: 5. Juni 2003 Verkäufe: + 4.250.000       |
| 2008 | Death Magnetic Warner Bros. Records (WMG)                        | DE1 ×5Fünffachgold · (39 Wo.)DE | AT1 (22 Wo.)AT | CH1 Platin · (20 Wo.)CH | UK1 Platin · (11 Wo.)UK | US1 ×2Doppelplatin · (50 Wo.)US | Erstveröffentlichung: 12. September 2008 Verkäufe: + 4.038.415 |
| 2016 | Hardwired…to Self-Destruct Blackened Recordings (Creeping Death) | DE1 ×2Doppelplatin · (46 Wo.)DE | AT1 ×2Doppelplatin · (29 Wo.)AT | CH1 Platin · (23 Wo.)CH | UK2 Gold · (9 Wo.)UK | US1 Platin · (53 Wo.)US | Erstveröffentlichung: 18. November 2016 Verkäufe: + 2.567.000  |
| 2023 | 72 Seasons Blackened Recordings (Creeping Death)                 | DE1 Gold · (37 Wo.)DE | AT1 (21 Wo.)AT | CH1 (18 Wo.)CH | UK1 Silber · (5 Wo.)UK | US2 (5 Wo.)US | Erstveröffentlichung: 14. April 2023 Verkäufe: + 230.000       |

## Gastmusiker
- John Marshall (Rhythmusgitarre) – Hammetts Roadie übernahm Gitarrenarbeit 1986 (18-mal) und 1992 (18-mal) bei 36 Konzerten für den verletzten Hetfield. Außerdem war er bis 2001 bei der Power-Metal-Band Metal Church aktiv
- Marianne Faithfull – Gastsängerin zu dem Lied The Memory Remains auf dem Album Reload 1997
- Bob Rock (Bass) – Aufnahmesessions zu St. Anger 2003 (Produzent von Anfang der 1990er Jahre bis 2003 und Auftritt bei einigen Liveauftritten)
- Joey Jordison (Slipknot) – spielte beim Download-Festival 2004 folgende Lieder für den aufgrund akuter Erschöpfungserscheinungen im Krankenhaus liegenden Ulrich: For Whom the Bell Tolls, Creeping Death, Seek and Destroy, Sad but True, Wherever I May Roam, Last Caress, Nothing Else Matters und Enter Sandman
- Dave Lombardo (Slayer) – spielte beim Download-Festival 2004 als Ersatz für den im Krankenhaus liegenden Ulrich Battery und The Four Horsemen
- Flemming Larsen (Lars Ulrichs Drumtechniker) – spielte beim Download-Festival 2004 das Lied Fade to Black
- Lemmy Kilmister (Motörhead) – spielte (und sang) beim Novarock-Festival 2006 mit Metallica eine Coverversion des Motörhead-Liedes Damage Case
- Jerry Cantrell (Alice in Chains) – unterstützte James Hetfield am Novarock-Festival 2006 gesanglich bei Nothing Else Matters
- Biff Byford (Saxon) – sang am 2. April 2009 in Paris mit Metallica eine Coverversion des Saxon-Liedes Motorcycle Man
- Lang Lang – 2014 Grammys
- Lady Gaga – 2017 Grammys mit dem Song Moth into Flame
- Lou Reed – 2011 bei den Aufnahmen des Kollaborationsalbums Lulu

## Radio
Seit 2017 gibt es vom Sender Rock FM, früher Regenbogen 2,  einen digitalen Sender, auf dem rund um die Uhr, unterbrochen von einigen kurzen Werbeblöcken, ausschließlich die Songs der Band Metallica zu hören sind. Auf weitere Ansagen oder Nachrichtensendungen wird auf diesem Kanal verzichtet. Dieser Kanal ist über den Browser sowie über die sendereigene App zu empfangen.
Seit 2019 gibt es vom Sender Radio Bob einen Metallica-Stream.

## Kinofilme
- 2004 – Some Kind of Monster, später auch als DVD erschienen, dokumentiert einen Großteil der internen Bandgeschichte von Ende 2000 bis Frühsommer 2003. Der Film handelt vielmehr von Beziehungen als er eine Banddokumentation ist (vgl. oben, Bandgeschichte).
- 2013 – Metallica Through the Never
- 2019 – Metallica & San Francisco Symphony Present S&M2: 20th Anniversary Concert 2019